# 43. vestlige længdekreds
Den 43. vestlige længdekreds (eller 43 grader vestlig længde) er en længdekreds, der ligger 43 grader vest for nulmeridianen. Den løber gennem Ishavet, Grønland, Atlanterhavet, Sydamerika, det Sydlige Ishav og Antarktis.